# Lycosa malacensis
Lycosa malacensis är en spindelart som beskrevs av Franganillo 1926. Lycosa malacensis ingår i släktet Lycosa och familjen vargspindlar.
Artens utbredningsområde är Spanien. Inga underarter finns listade i Catalogue of Life.